# Саза курильская
Са́за кури́льская, или Кури́льский бамбу́к, или Бамбу́чник (лат. Sasa kurilensis) — вид вечнозелёных цветковых растений рода Саза (Sasa) семейства Злаки (Poaceae). Является единственным коренным видом бамбука на территории России и бывшего СССР.

## Распространение и экология

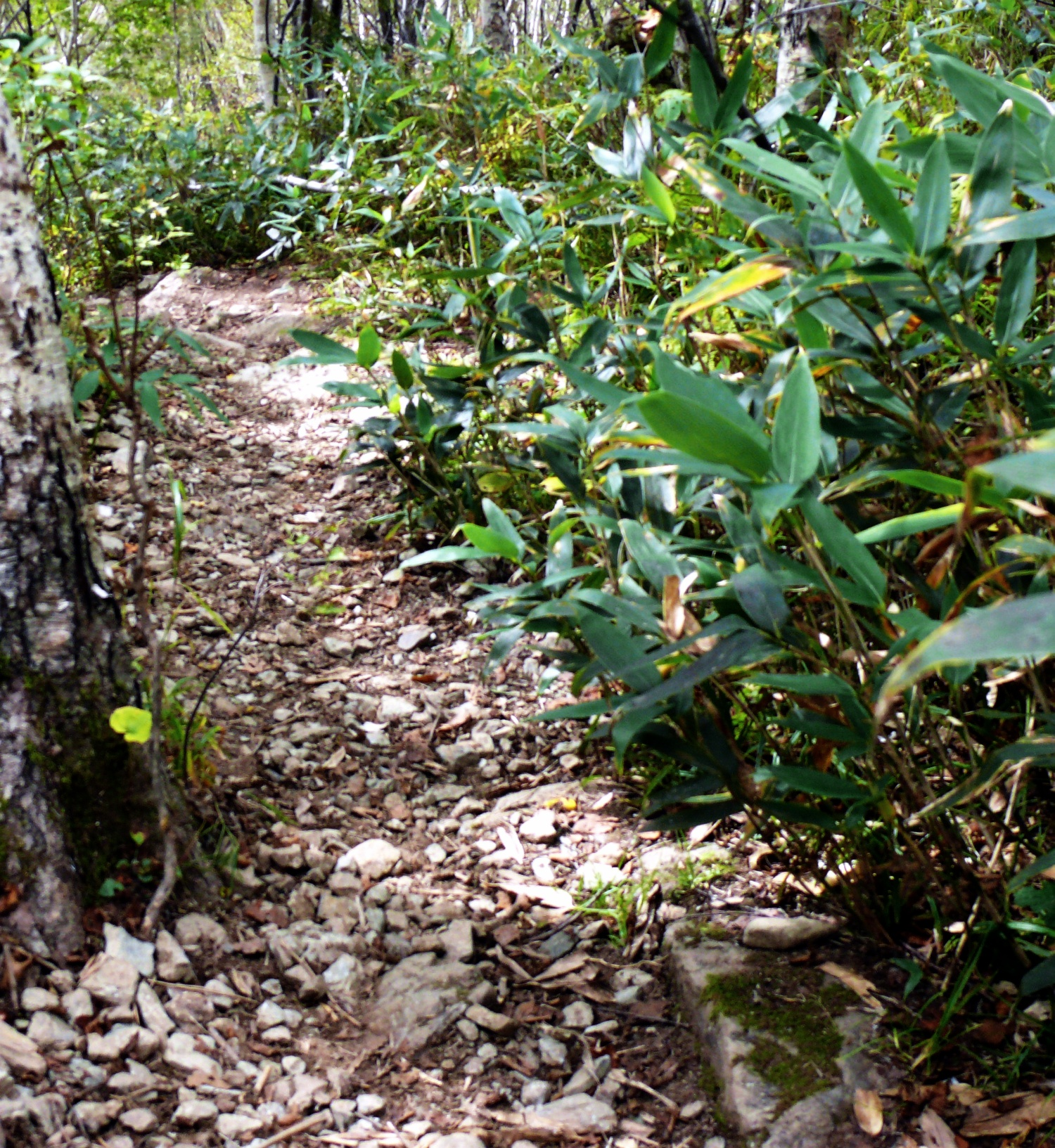
Саза курильская (справа от тропы) под пологом каменноберёзового леса. Окрестности Южно-Сахалинска

В природе ареал вида охватывает Японию (острова Хоккайдо и Хонсю), Корейский полуостров, Сахалин и Курильские острова. Северная граница распространения бамбука проходит через остров Кетой. Произрастает по горным склонам, образует сплошные заросли. На юге Сахалина и Курильских островов образует непролазные бамбуковые заросли. С другой стороны, на острове Шикотан заросли бамбучника не слишком густы, и встречающийся здесь стланик довольно легко преодолим. Один из самых холодостойких видов бамбука. Акклиматизирован в других регионах России и Украины.

## Ботаническое описание
Стебли высотой от 30 до 250 см, диаметром до 7 мм. Листья яйцевидно-ланцетные или яйцевидно-заострённые, длиной до 13 см, шириной 2,5—5 см, сверху зелёные, голые; снизу несколько бледнее с выступающей срединной жилкой. Корневища бамбучника лептоморфны (от др.-греч. λεπτός — тонкий). Они длинные и тонкие, моноподиальные, имеют полые междоузлия, длина которых значительно больше их ширины.

## Размножение
Цветёт редко, размножается чаще вегетативно, быстро занимая значительные площади после пожаров и вырубок. Соцветие — простая, ветвистая метёлка, длиной 5—7,5 см, состоящая из 4—5 яйцевидно-ланцетных колосков длиной 1,4—2,5 см. Цветение в июне — июле.

## Значение и применение
Используется как декоративное растение в условиях средней полосы России.

## Таксономия
Вид Саза курильская входит в род Саза (Sasa) трибы Бамбуки (Bambuseae) подсемейства Бамбуковые (Bambusoideae) семейства Злаки (Poaceae) порядка Злакоцветные (Poales).
|  |                                      |  |                                                             |                                                             |                 |  | ещё 15 семейств (согласно Системе APG II) | ещё 15 семейств (согласно Системе APG II)   |                                             |  |  |  | ещё одна триба, Olyreae (согласно Системе APG II) | ещё одна триба, Olyreae (согласно Системе APG II) |  |  |  |  | ещё около 70 видов | ещё около 70 видов |
|  |                                      |  |                                                             |                                                             |                 |  | ещё 15 семейств (согласно Системе APG II) | ещё 15 семейств (согласно Системе APG II)   |                                             |  |  |  | ещё одна триба, Olyreae (согласно Системе APG II) | ещё одна триба, Olyreae (согласно Системе APG II) |  |  |  |  | ещё около 70 видов | ещё около 70 видов |
|  |                                      |  |                                                             | порядок Злакоцветные                                        |                 |  |                                           |                                             | подсемейство Бамбуковые                     |  |  |  |                                                   | род Саза                                          |  |  |  |  |                    |                    |
|  |                                      |  |                                                             | порядок Злакоцветные                                        |                 |  |                                           |                                             | подсемейство Бамбуковые                     |  |  |  |                                                   | род Саза                                          |  |  |  |  |                    |                    |
|  | отдел Цветковые, или Покрытосеменные |  |                                                             |                                                             | семейство Злаки |  |                                           |                                             | триба Бамбуковые                            |  |  |  | вид Саза курильская                               |                                                   |  |  |  |  |                    |                    |
|  | отдел Цветковые, или Покрытосеменные |  |                                                             |                                                             |                 |  |                                           |                                             |                                             |  |  |  |                                                   |                                                   |  |  |  |  |                    |                    |
|  |                                      |  | ещё 44 порядка цветковых растений (согласно Системе APG II) | ещё 44 порядка цветковых растений (согласно Системе APG II) |                 |  |                                           | ещё 7 подсемейств (согласно Системе APG II) | ещё 7 подсемейств (согласно Системе APG II) |  |  |  | ещё 78 родов                                      | ещё 78 родов                                      |  |  |  |  |                    |                    |
|  |                                      |  |                                                             | ещё 44 порядка цветковых растений (согласно Системе APG II) |                 |  |                                           |                                             | ещё 7 подсемейств (согласно Системе APG II) |  |  |  |                                                   | ещё 78 родов                                      |  |  |  |  |                    |                    |